# Golleschau
Golleschau (niem. Arbeitslager Golleschau) – niemiecki nazistowski podobóz Auschwitz-Birkenau, zlokalizowany w Goleszowie.

## Historia
Latem 1942 roku cementownię w Goleszowie przejęło SS. Z racji braków pracowniczych postanowiono sprowadzić więźniów pobliskiego obozu KL Auschwitz. Powstał jako jeden z pierwszych podobozów, na początku przywieziono 21 Polaków, którzy mieli za zadanie przystosować cementownię na potrzeby obozu. Pod koniec 1942 roku do Goleszowa zaczęły przybywać kolejne transporty więźniów, w większości narodowości żydowskiej.

## Obóz
Obóz znajdował się na terenie cementowni, odgrodzony był specjalną taśmą pełniącą funkcję ogrodzenia. Na potrzeby mieszkalne przeznaczono budynek dawnych pieców, naprzeciwko wybudowano barak dla SS i cztery wieże strażnicze. Więźniowie spali na trzypiętrowych pryczach, podobnych do tych z macierzystego obozu.

## Więźniowie
Większość więźniów w obozie stanowili Żydzi, przebywało w nim również kilkudziesięciu Niemców i Polaków. Początkowo ich liczba wynosiła od 400 do 500, od wiosny 1944 roku po przybyciu transportów z Żydami węgierskimi, czeskimi i polskimi ich liczba zwiększyła się do ponad 1,1 tysiąca. W księdze ewidencyjnej odnotowano 2348 więźniów, ich liczba może być jednak większa.
Więźniowie byli kierowani do przeróżnych prac na terenie cementowni i pobliskiego kamieniołomu. Jedni przez osiem godzin dziennie wykopywali wapień, inni transportowali go do cementowni, gdzie był on kruszony i pakowany. Budowali oni również kolejkę linową do transportu kamienia, która została uruchomiona dopiero po zakończeniu wojny.
Według szacunków co miesiąc w obozie umierało od 15 do 20 więźniów (zabici przez strażników, dobici zastrzykiem fenolu lub popełniający samobójstwo), pozostali niezdolni do pracy byli odsyłani do obozu macierzystego, gdzie ginęli w komorach gazowych.

## Kierownictwo obozu
Komendantami obozu byli: Erich Picklapp, Hans Mirbeth oraz Horst Czerwiński. Mieli oni do dyspozycji około 51 esesmanów, zastąpionych pod koniec 1944 roku żołnierzami Wermachtu. Wielokrotnie dochodziło do przypadków znęcania się nad więźniami, znane są historie o wyrzuceniu z drugiego piętra żydowskiego dziecka oraz o celowym wypchnięciu więźnia poza wyznaczoną strefę obozową w celu usprawiedliwienia egzekucji rzekomą próbą ucieczki.

## Ewakuacja
17 stycznia 1945 roku w obozie znajdowało się 1008 więźniów. Wtedy to rozpoczęto ewakuację ocalałych więźniów, która trwała do 21 stycznia. Prowadzono ich pieszo do Wodzisławia Śląskiego, po drodze zginęła połowa z nich. Trafili oni do obozów: Sachsenhausen i Flossenbürg. Zupełnie inaczej potoczyły się losy ostatniego transportu. Ze względu na brak stacji docelowej, pociąg z więźniami krążył przez 10 dni przez Morawy i Śląsk. Wreszcie, podczas postoju na jednej ze stacji, postanowiono zapytać właściciela pobliskiej fabryki zbrojeniowej, Oskara Schindlera, czy nie jest to oczekiwany transport pracowników. Skłamał on, że tak, co pozwoliło na ocalenie pozostałych w wagonach Żydów (znaleźli się oni potem na tzw. Liście Schindlera, zob. Schindlerjuden).

## Upamiętnienie
W miejscu egzekucji więźniów obozu i więzienia cieszyńskiego postawiono tablicę pamiątkową. Oprócz tego przez teren dawnej cementowni prowadzi ścieżka edukacyjna, a w centrum miejscowości w Gminnym Ośrodku Kultury znajduje się Izba Oświęcimska z pamiątkami i zdjęciami pochodzącymi z Państwowego Muzeum Auschwitz-Birkenau w Oświęcimiu.